# Milan Rastislav Štefánik

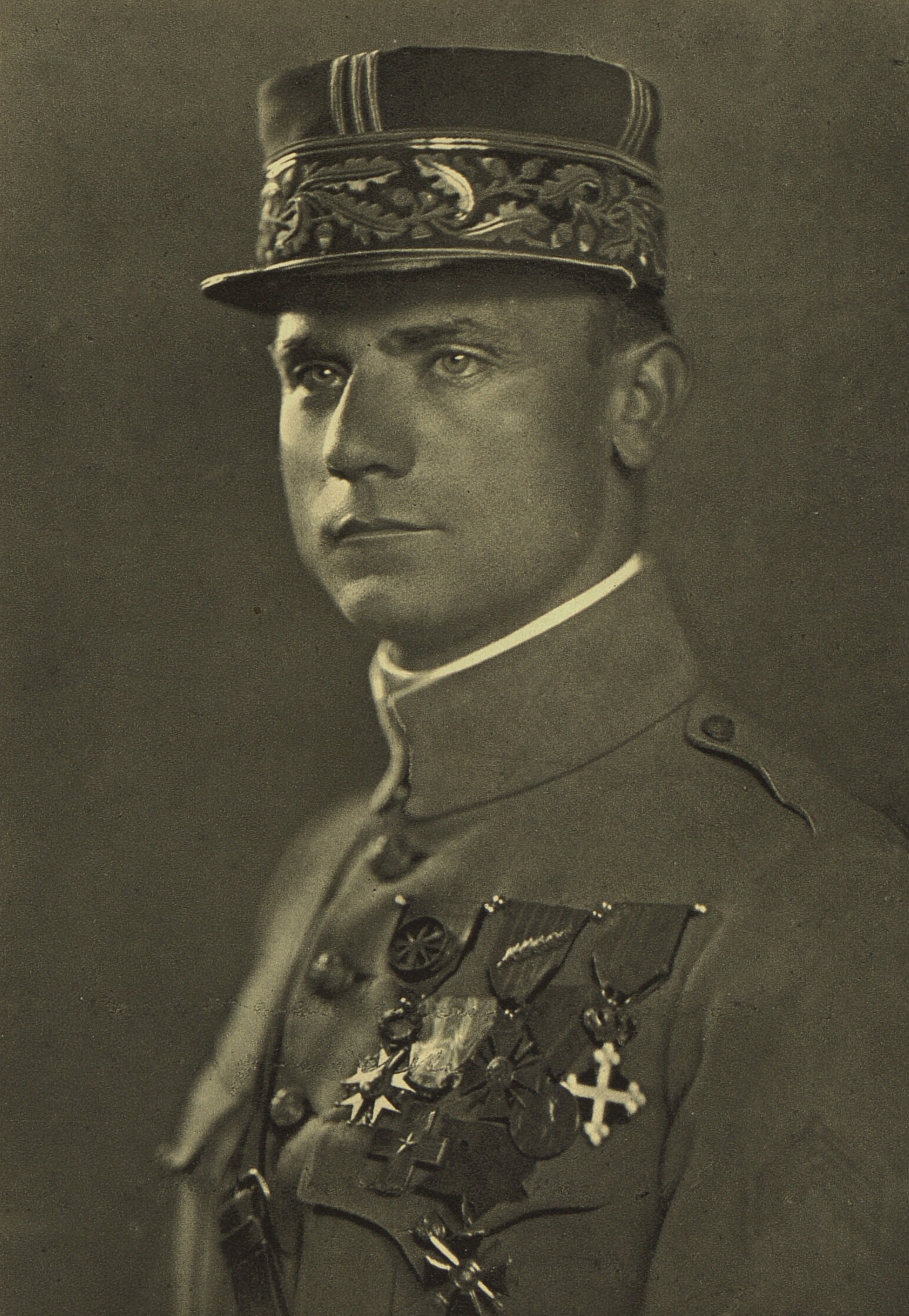
Milan Rastislav Štefánik.

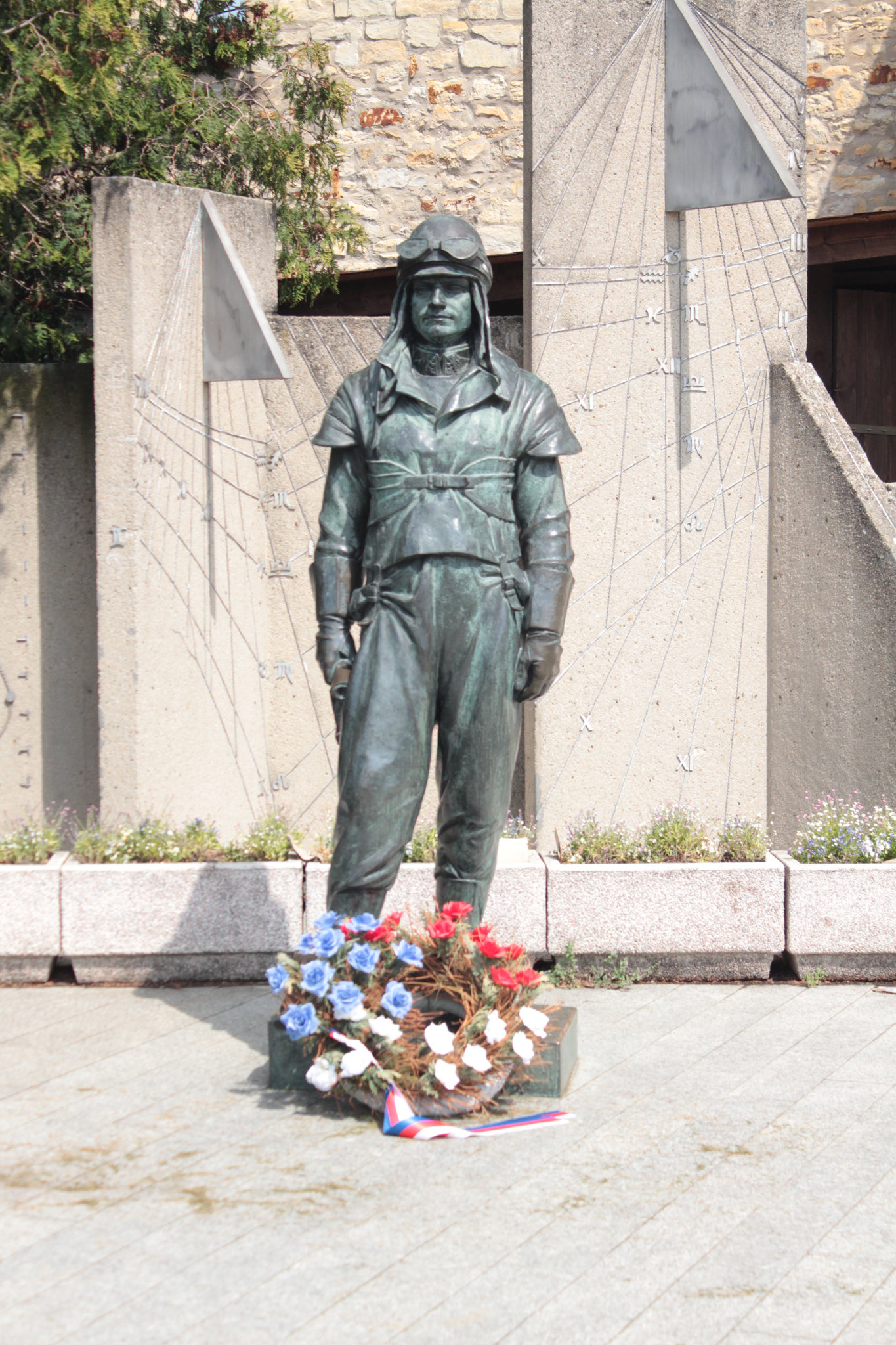
Estatua en Praga.

Milan Rastislav Štefánik (pronunciationⓘ; Košariská, 21 de julio de 1880 - Ivanka pri Dunaji, 4 de mayo de 1919) fue un militar,
político, diplomático y astrónomo eslovaco, que ejerció como general del Ejército francés durante la Primera Guerra Mundial. Contribuyó a la creación de la primera República Checoslovaca. 
Gracias a la acción de los políticos checos en el exilio Tomáš Garrigue Masaryk y Edvard Beneš, y del eslovaco Štefánik, las potencias de la Triple Entente reconocieron al Estado Checoslovaco y al gobierno provisional checoslovaco antes de ser proclamada la independencia en el propio país, controlado todavía por las autoridades austro-húngaras.
A finales de 1915 se unieron a Masaryk, en París, el organizador Edvard Beneš y Štefánik, quien abrió a Masaryk las puertas de los despachos de los más destacados políticos franceses.
Masaryk, que ya no creía en la posibilidad de democratizar el sistema político del Imperio austrohúngaro, empezó a coordinar con Beneš y Štefánik la lucha por un Estado Nacional Checoslovaco independiente, como parte de una nueva Europa, ordenada según el principio de la autodeterminación de las naciones.
Desde 1908 hasta 1911 trabajó como un académico-diplomático enviado para observar los eclipses del sol y fortalecer las relaciones diplomáticas en países de todo el mundo. Algunos países en los que trabajó incluyen: Estados Unidos, Australia, Nueva Zelanda, Ecuador, Brasil, Tonga, Panamá, Rusia y Tahití.
En 1916 estos tres hombres constituyeron el Consejo Nacional Checoslovaco como principal órgano coordinador de la acción anti-Habsburgo, que empezaba a ser escuchado por los dirigentes de la Entente.
El aeropuerto de Bratislava lleva su nombre en su recuerdo.

## Lema personal
Tenía com lema personal Veriť, milovať, pracovať (Creer, amar, trabajar).

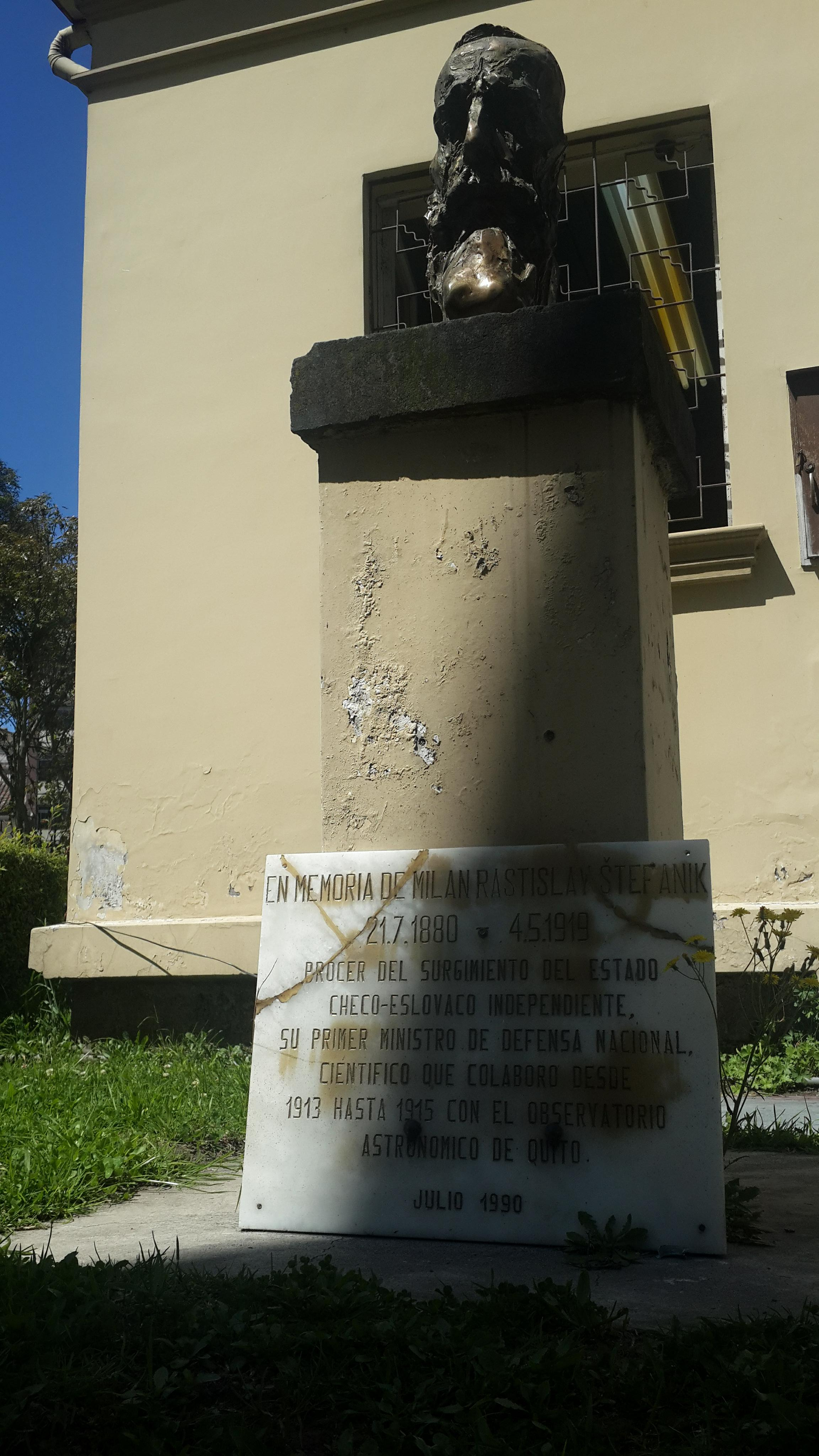
Busto en el Observatorio Astronómico de Quito.
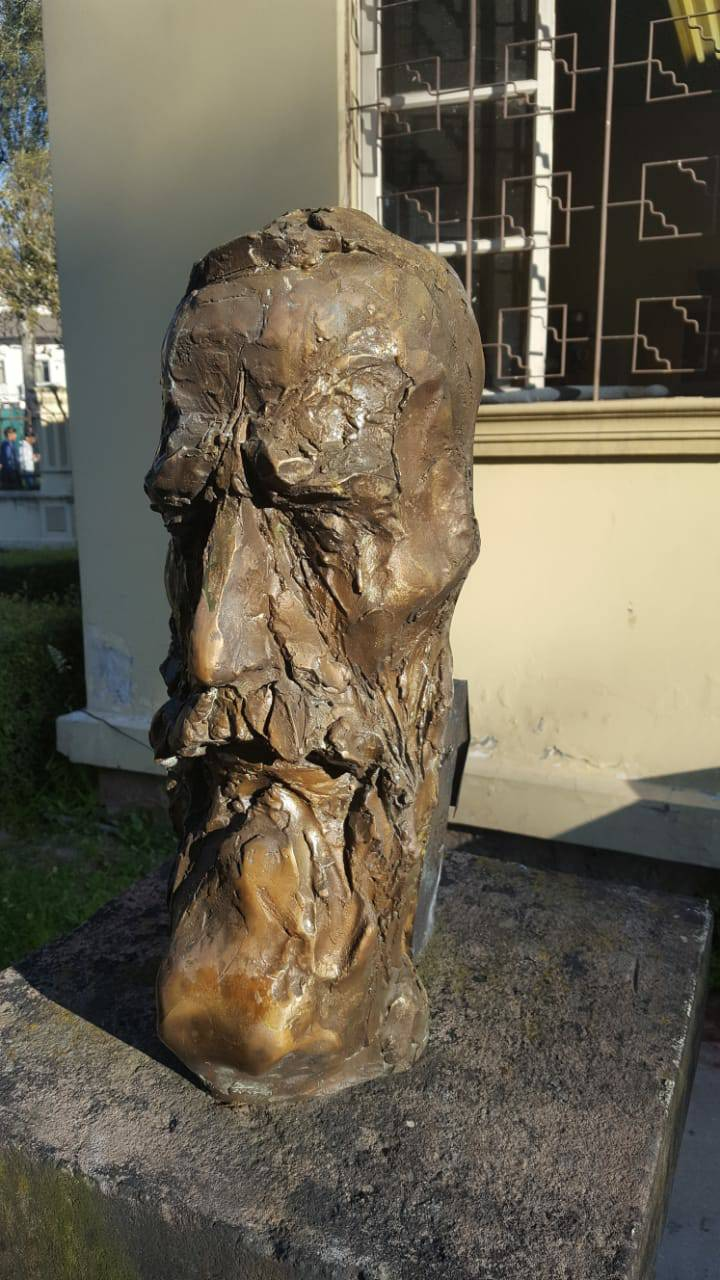
Busto en el Observatorio Astronómico de Quito (detalle).